# Unió Tipogràfica Balear
Unió Tipogràfica Balear fou una societat de caràcter sindical fundada a Palma el 1897 com a continuadora de la Societat Tipogràfica de Mallorca, creada el 1881 com a secció local de la Federació de Treballadors de la Regió Espanyola (FTRE) i que aplegava els obrers tipògrafs de Mallorca. Els seus principals dirigents foren Ricard Sanjuan, Josep Sitjar, Guillem Marimon i Antoni M. Alsina.
Formà part de la Federació de Societats Obreres de Balears i s'integrà en la UGT de les Illes Balears.